# Enveloppe de Gaza

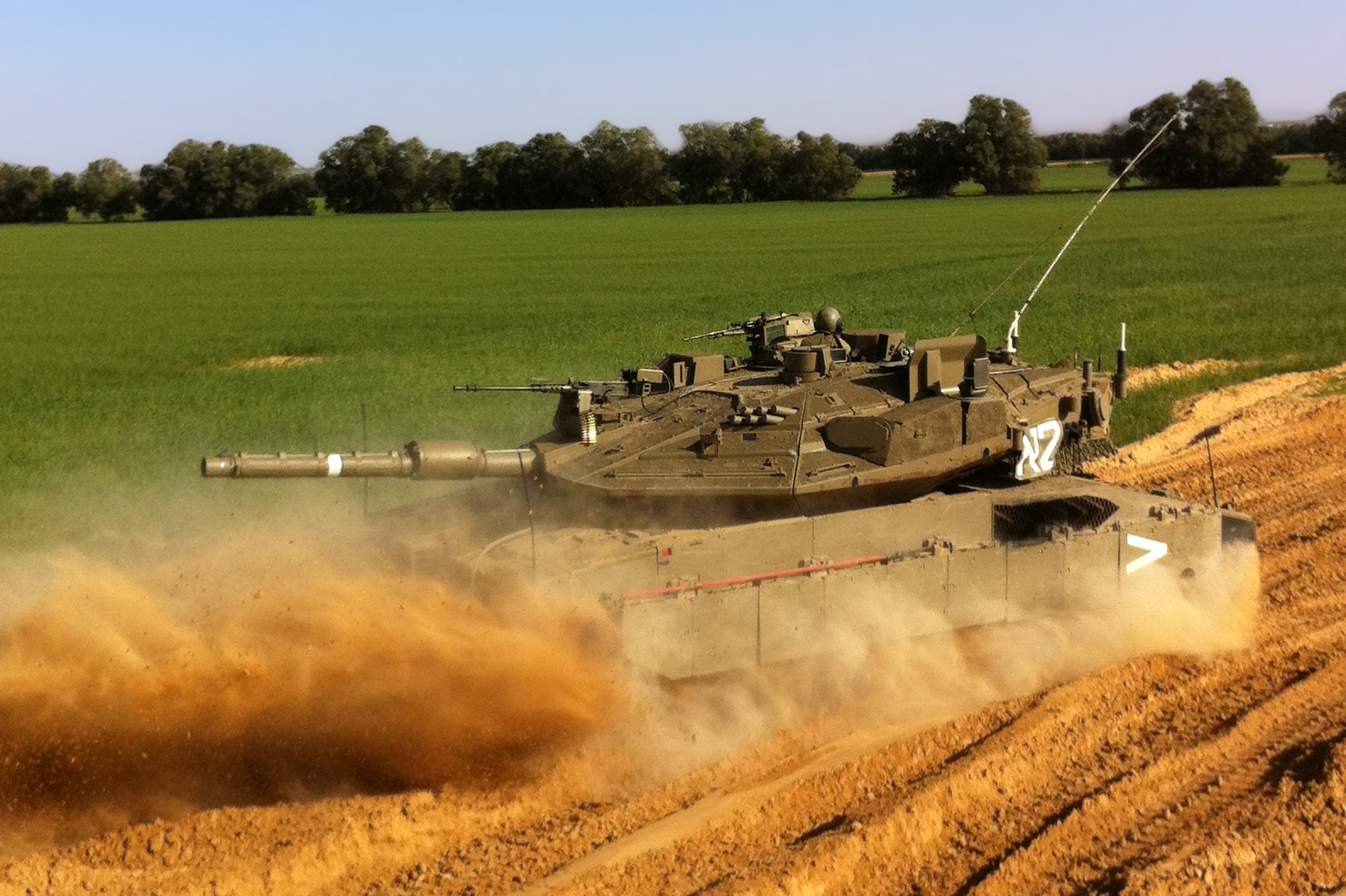
Un char Merkava Mark IV patrouille à la frontière de Gaza (février 2012).

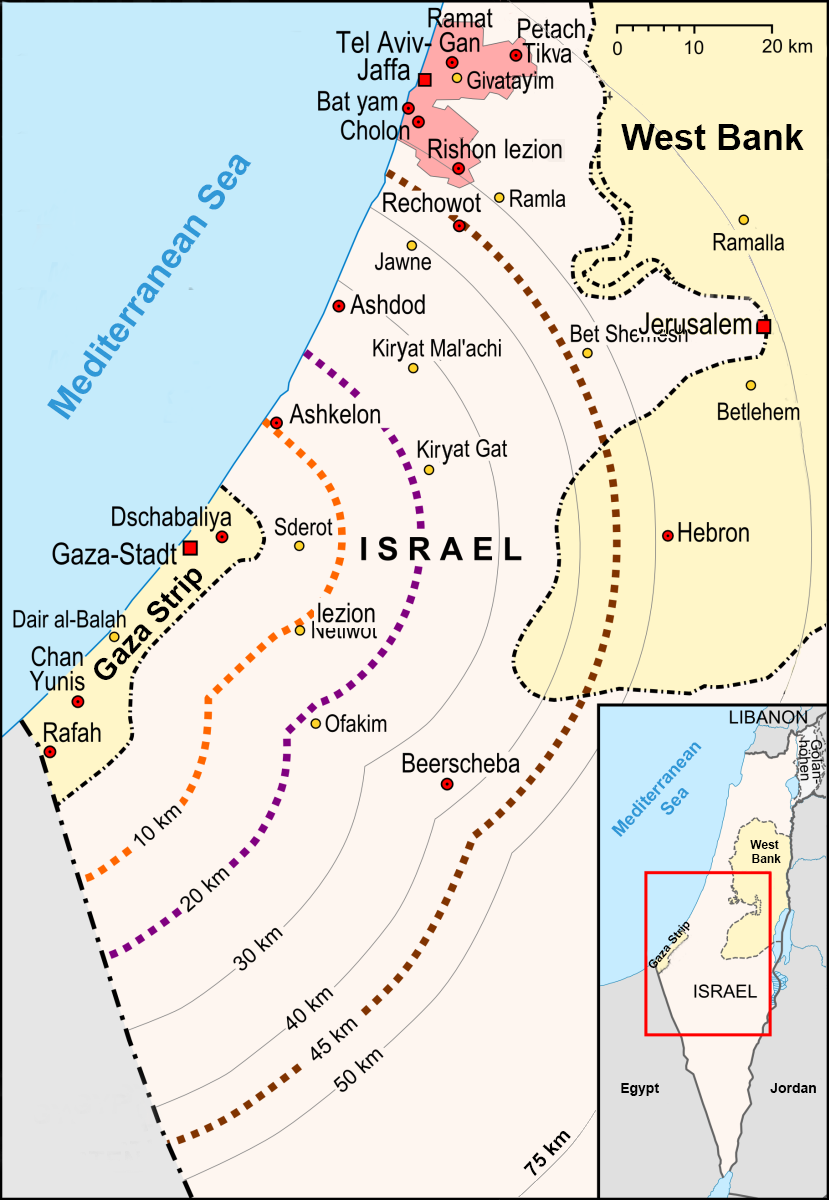
La portée des roquettes depuis Gaza

L'enveloppe de Gaza (hébreu : עוטף עזה, Otef Aza), correspond aux zones peuplées du district sud d'Israël situées dans une bande de sept kilomètres de large le long de la frontière avec la bande de Gaza. Elles sont donc à portée des obus de mortier et des roquettes Qassam lancées depuis la bande de Gaza. La région est peuplée de 55 000 citoyens israéliens.

## Histoire
L'enveloppe de Gaza est une région officieuse d'Israël qui s'est développée à partir de 2005, après la fin de 38 année d'occupation et de colonisation israélienne de la bande de Gaza.
Depuis l'enclave palestinienne, le Hamas a commencé à lancer des roquettes artisanales sur Israël, à la suite de la construction d'une barrière israélienne et du blocus sur Gaza.
En octobre 2023, lors de l'attaque dirigée par le Hamas, des combattants palestiniens de la bande de Gaza ont tiré plusieurs milliers de roquettes Qassam sur Israël, puis enfoncé la barrière entre la bande de Gaza et Israël et envahi plus de vingt villes et kibboutz de l'enveloppe de Gaza. 1 200 Israéliens et étrangers sont tués et plus de 240 pris en otage. À la suite de l'incursion, la guerre de Gaza depuis 2023, fait plus de 40 000 morts côté palestinien, dont 70 % d'enfants et de femmes. Plus de 1200 roquettes ont été tirées sur la ville d'Ashkelon au 24 octobre[réf. nécessaire].

## Communautés
Les communautés suivantes ont été incluses dans la liste des communautés de la zone sud de la ligne de confrontation, publiée par l'autorité fiscale israélienne: 
| - Ville de Sdérot - Aluminium - Ami'oz - Avshalom - Beeri - Bror Hayil - Dekel - Dorot - Ein HaBesor - Ein HaShlosha - Érez - Guevim - Gvar'am - Havat Chikmim | - Holit - Ibim - Karmia - Kerem Shalom - Kfar-Aza - Kfar Maïmon - Kissoufim - Magen - Mavki'im - Méfalsim - Mivtahim - Nahal Oz - Netiv HaAsara - Nir Am | - Nir Oz - Nir Yitzhak - Nirim - Ohad - Ou Haner - Pri Gan - Réim - Saad - Sdé Nitzan - Sdei Avraham - Shlomit - Shokeda - Chouva - Soufa | - Talmei Eliyahu - Talmei Yossef - Tkuma - Tushia - Tzohar - Yad Mordékhaï - Yakhini - Yated - Ouicha - Yevul - Zikim - Zimrat |